# Graacher Tor

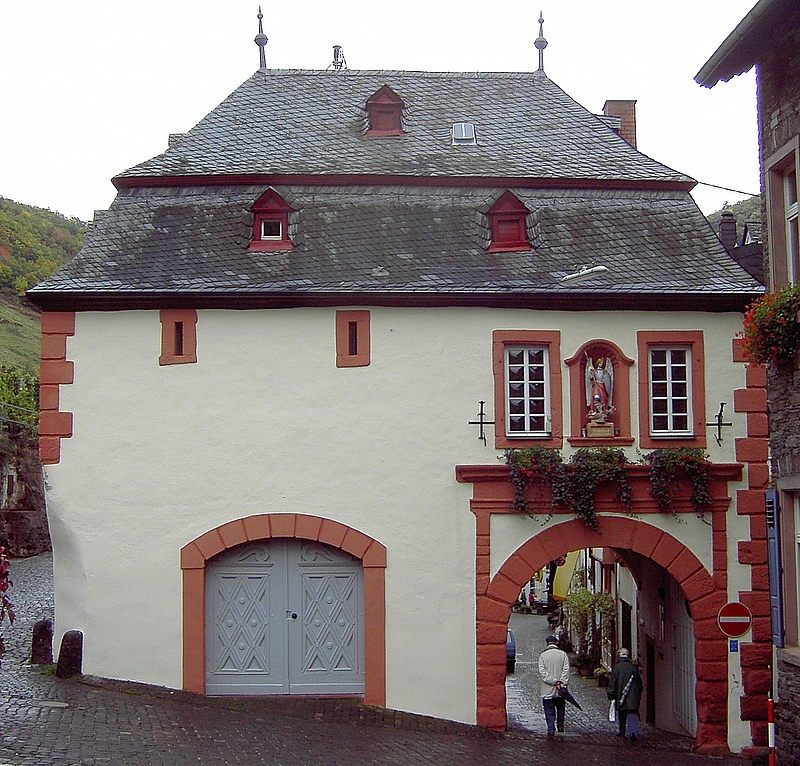
Graacher Tor

Das Graacher Tor ist das einzige noch erhaltene Stadttor der rheinland-pfälzischen Stadt Bernkastel-Kues. Es wird seit 1985 als Heimatmuseum genutzt.

## Geschichte
Das Stadttor wurde um 1300 als eines der ehemals acht Durchlässe der Stadtbefestigung im Norden von Bernkastel errichtet. Es trägt seinen Namen nach dem Nachbarort Graach, in dessen Richtung die durch das Tor führende Straße führt. Das Tor sowie die Stadtmauer wurde 1689 durch den unter Ludwigs XIV. von Frankreich dienenden General Montalt geschleift.
Zu Beginn des 18. Jahrhunderts wurde das Stadttor umgebaut und niedriger gestaltet. Im Jahre 1714 nutzte man es als Gefängnis. Danach entstanden in seinem Inneren Wohnungen sowie ein Obdachlosenasyl.
1985 entschied die Kolpingsfamilie, im Graacher Tor ein Heimatmuseum mit kulturhistorischen Exponaten einzurichten. Die letzte Gebäudemodifikation erhielt das Tor im Jahre 2002 als Nachbauten der hölzernen Pforten eingesetzt wurden.

## Architektur
Das Graacher Tor besitzt eine barock überformte Durchfahrt mit einem Mansarddach, das aus der 1. Hälfte des 18. Jahrhunderts stammt. Ursprünglich erreichte das Gebäude eine dreifache Höhe, da sich über dem Torbogen ein Wehrturm befand, der auf Stichen aus dem Jahre 1590 zu sehen ist und eine Helmbedachung mit Ecktürmen aufweist. Nach dem Umbauten zu Beginn des 18. Jahrhunderts entstand ein niedrigerer Bau mit Stilelementen der Renaissance.
Während zur Stadtaußenseite die glatte, wehrhafte Struktur des Tores auffällt, zeigt das Gebäude zu der Stadt zugewandten Seite ein gemütlich wirkendes Gebäude mit einer mützenartigen Schieferbekleidung, die sich der Struktur der Nachbargebäude anpasst.
Auffallend ist die rechteckige Struktur des Baus. Die Optik des Erdgeschosses wird durch die aus roten Rustikalquadern errichtete wuchtige Rundbogenform der Durchfahrt dominiert. Über dem Torbogen wurde zentral in einer Nische eine Figur des Stadtpatrons, St. Michael angebracht. Diese überwacht sowohl den Ein- als auch den Ausgang. Bei ihr handelt es sich nicht mehr um die Originalfigur, die sich inzwischen im Trierer Diözesanmuseum befindet.